# Conjunto Almirantes

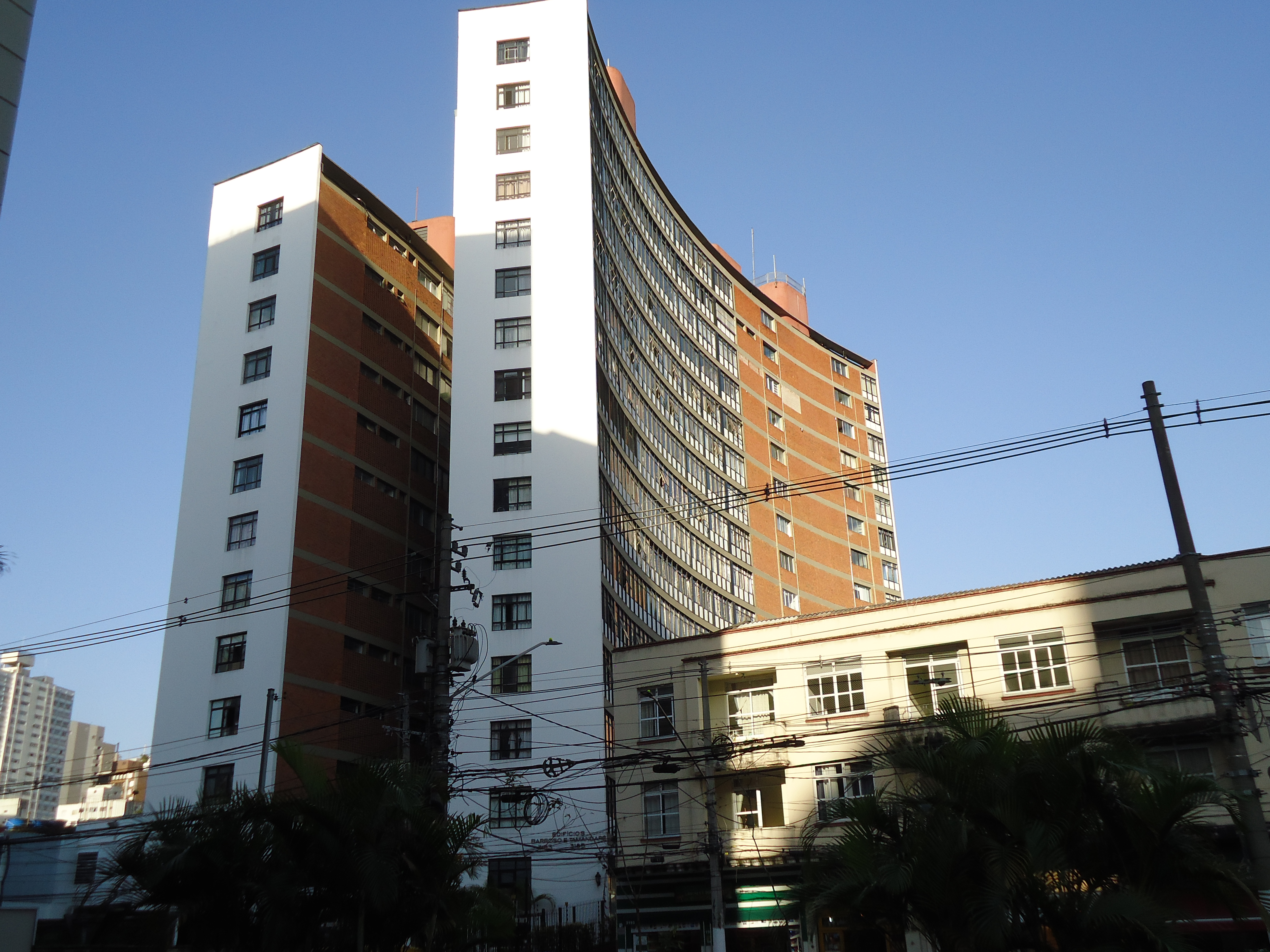

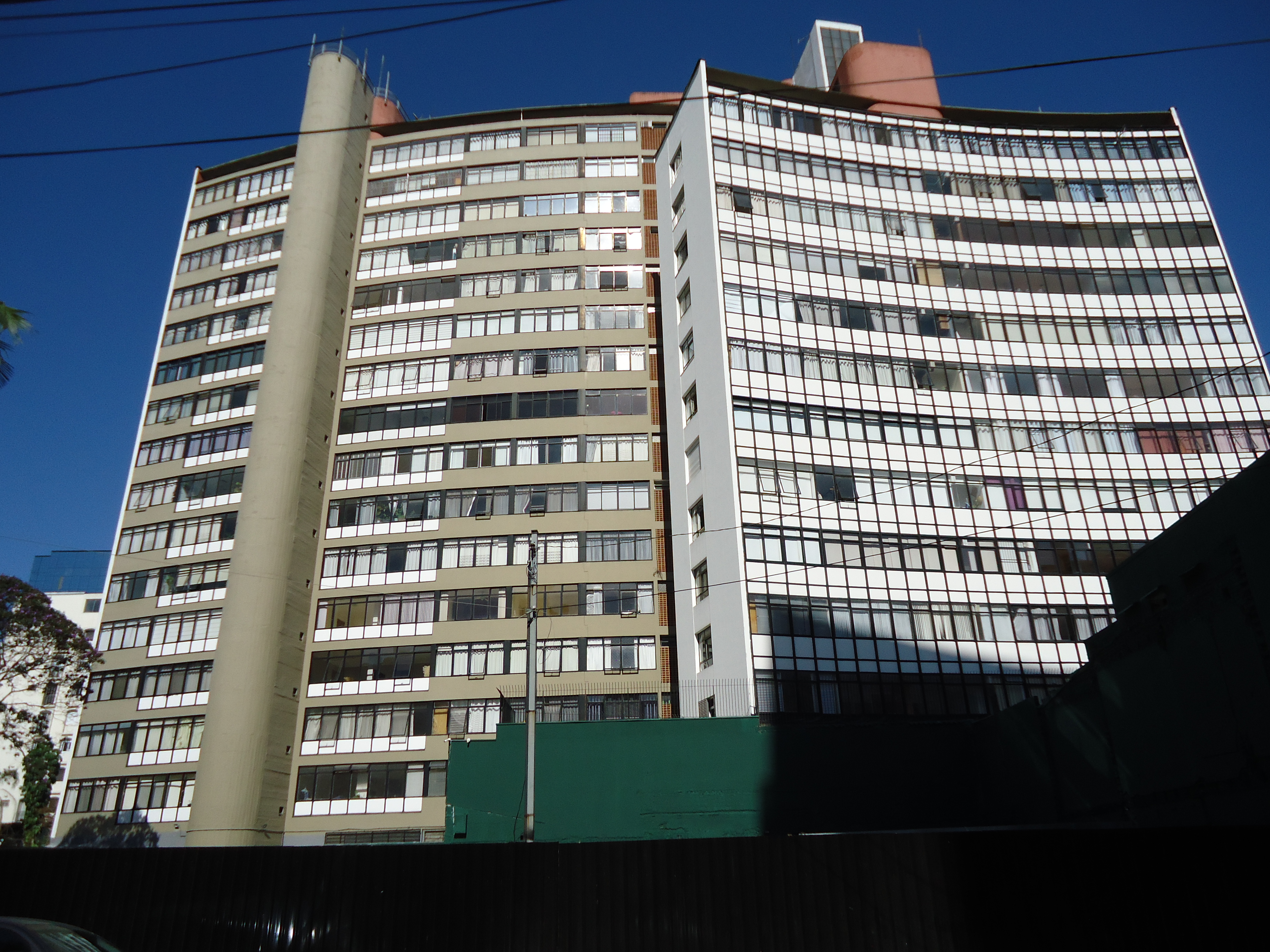

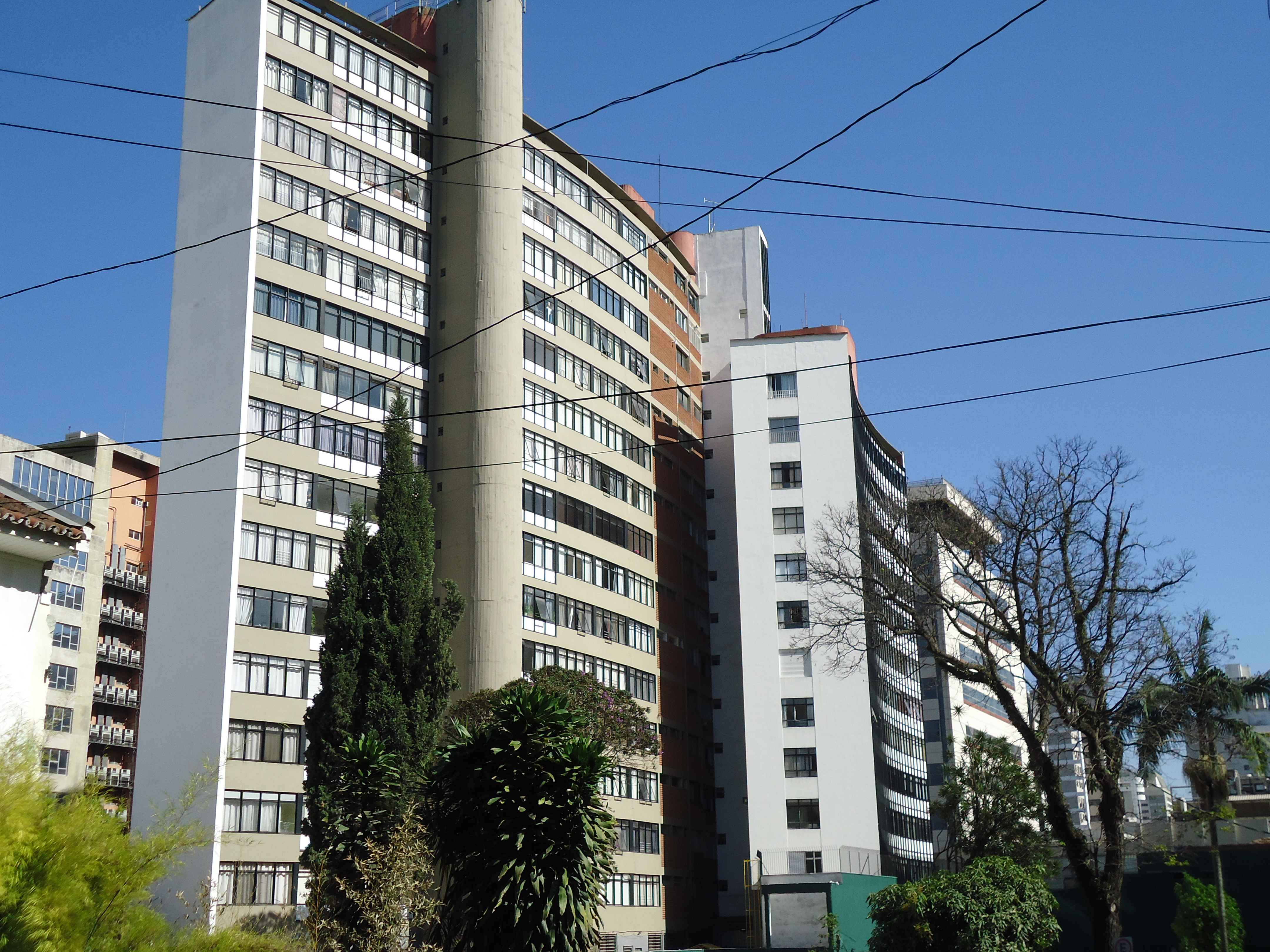

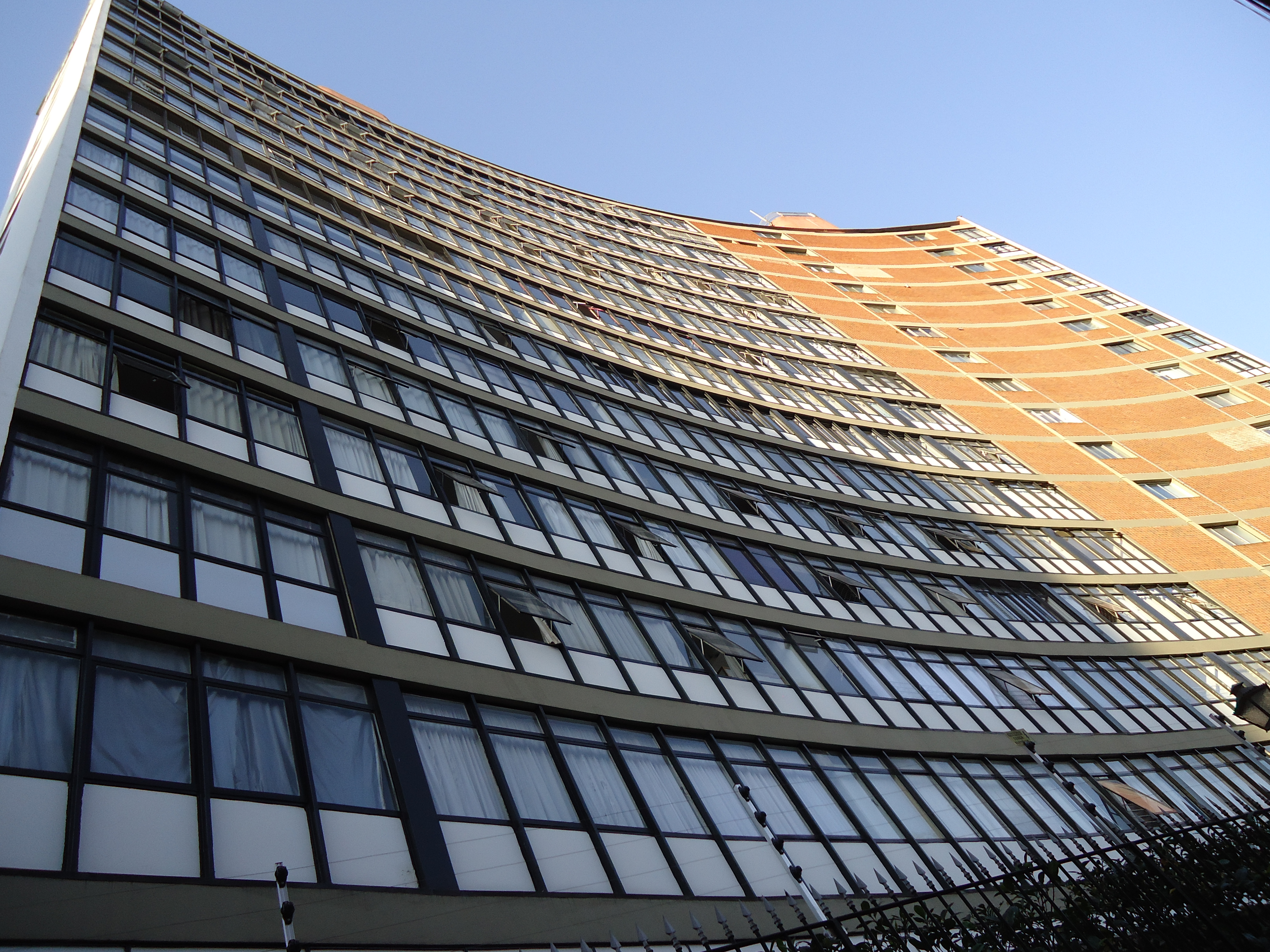

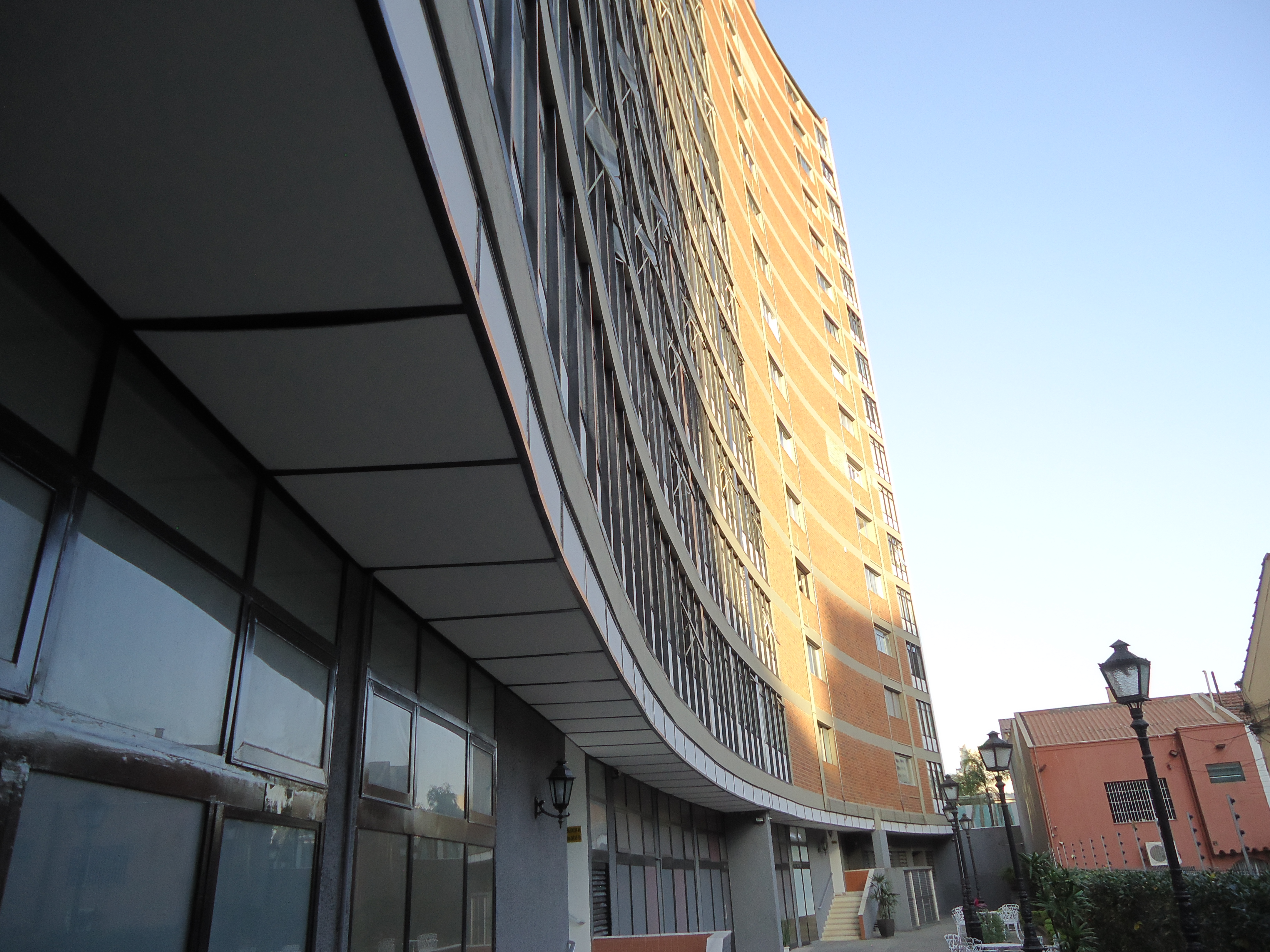

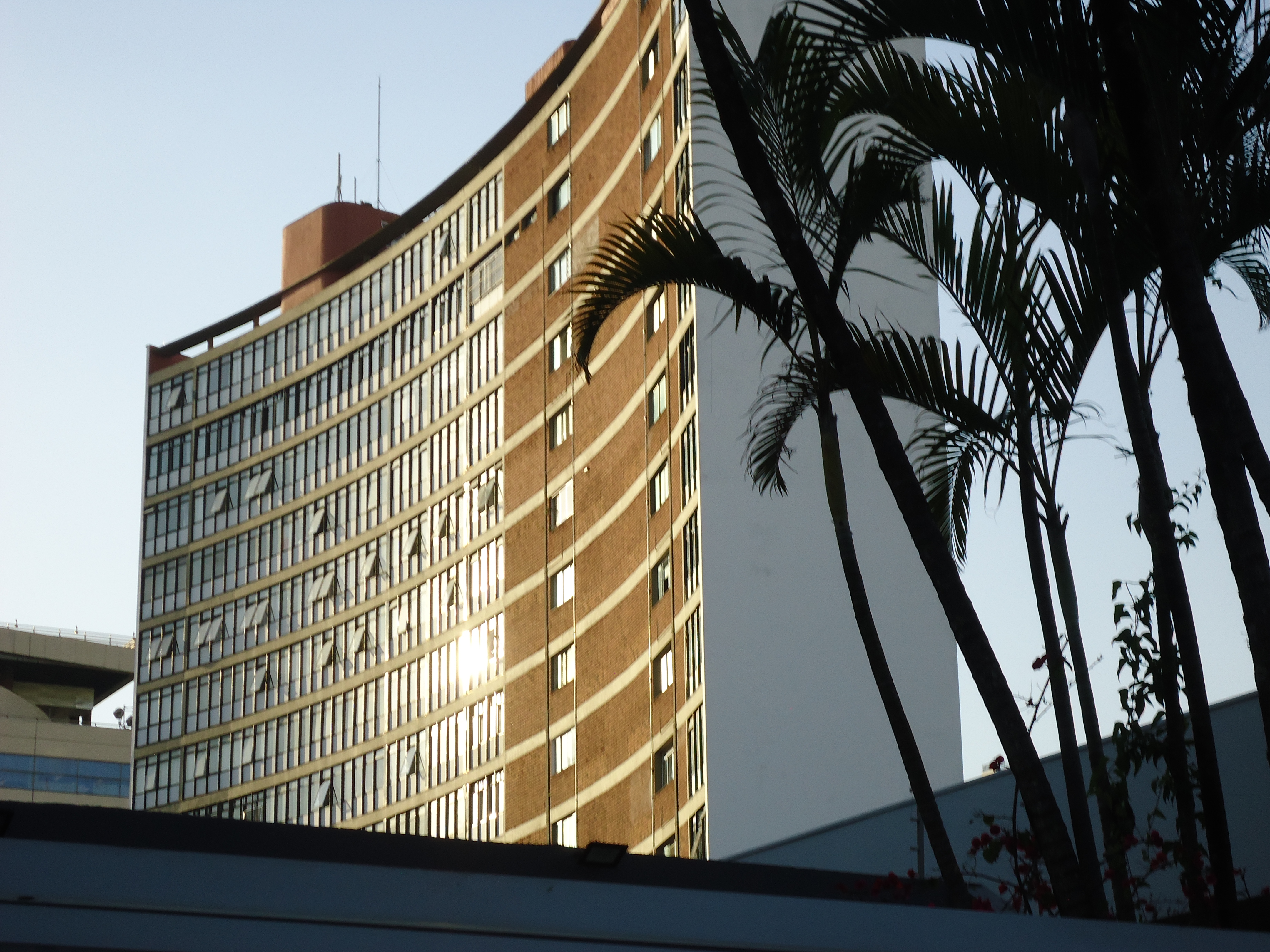

O Conjunto Almirantes é um edifício habitacional vertical constituído por dois blocos, Almirante Barroso e Almirante Tamandaré, localizado na cidade de São Paulo, na Avenida Brigadeiro Luís Antônio, 3185.
É um dos primeiros projetos do arquiteto Jaime Lerner (1937-2021) e do construtor Adolpho Lindenbberg. Foi construído em meados dos anos de 1960. É o único representante da escola paranaense de arquitetura em São Paulo.
O Conjunto Almirantes foi assim descrito: "compõe-se de duas lâminas curvas – edifícios Barroso e Tamandaré – dispostas de forma não alinhada, o que confere certo dinamismo e leveza à composição, se tocam em seus extremos convexos: a tradicional tipologia em H é enriquecida em termos formais. A face côncava da lâmina menor, voltada para fora, é coberta por um elegante plano contínuo de caixilharia – folhas basculantes de vidro e módulos fixos de fibrocimento pintado de branco moduladas no grid metálico preto de sua estrutura – e a face côncava da lâmina maior alterna esse padrão com um extenso plano de fechamento de tijolos cerâmicos vazados."
Algumas das inovações arquitetônicas são assim descritas: "Apenas as empenas são dotadas de acabamento em alvenaria e pintadas de branco. Casa apartamento possui uma janela, tanto na porção frontal com vista para a rua em ambas as lâminas, quanto em uma das empenas posteriores. Essa postura projetual permite a observação, de pronto, de que não se trata de uma obra de arquitetos ad Escola Paulista ou Carioca. Estes arquitetos batalhavam para manter as empenas e seus edifícios cegas — sem janelas — seguindo a notável história de construção do Edifício Louveira (1946)."
O térreo do edifício possui área comum em formato de praça. Possivelmente, a ideia original era tornar o espaço de acesso público, considerando os conjuntos comerciais (lojas) que se abrem para o térreo.

## História do terreno e da edificação
Em 1935, Renzo Bertello empresário italiano que possuía uma fábrica de calçados no bairro da Mooca, adquiriu de Octaviano Augusto Machado de Oliveira um grande terreno de 1.160m2 na região conhecida como “Várzea do Caaguaçú”, mais especificamente na quadra delimitada pela Av. Brig. Luiz Antonio (então chamada de Estrada de Santo Amaro) e Ruas dos Bombeiros, Manoel da Nóbrega e Osório Duque Estrada. Em razão do falecimento de Bertello em 24 de junho de 1939, a propriedade foi transmitida a sua esposa, Vera Riva Bertello, também imigrante italiana. Nesse lote, o casal edificou pequenos imóveis para moradia e aluguel, como vinha acontecendo com a maioria das “chácaras” que até pouco dominavam a região conhecida como Várzea do Caaguaçú.
No início da década de 1960, os herdeiros de Renzo Bertello receberam proposta de incorporação de um edifício que estivesse em sintonia com a euforia na arquitetura brasileira naquele momento, o que incluía as construções modernistas do MASP, do Parque do Ibirapuera e de Brasília.
Os incorporadores organizaram um concurso nacional, para receber projetos arquitetônicos. Lerner, recém retornado de seus estudos na França, e já associado com Rafael Dely, Carlos Ceneviva e Domingos Bongestabs, Marcos Prado e seu irmão Julio Lerner, apresentou projeto que veio a sagrar-se vencedor. Apesar de resistências, porque as técnicas construtivas modernas representavam custos maiores que as edificações convencionais, a obra foi concluída. "Foi muito difícil fazer este edifício porque a empresa queria nos pagar para cair fora. E eu queria ter um prédio em São Paulo."

### Contexto histórico do projeto
Em 1954, por ocasião das comemorações do quarto centenário de sua fundação, a cidade de São Paulo ganhou o complexo composto pelo Parque do Ibirapuera. A inauguração de Brasília, em 1960, marcou no imaginário nacional um novo padrão de arquitetura nacional. Durante esses processos, começou a ser edificado o edifício do Museu de Arte de São Paulo Assis Chateaubriand (MASP), concebido em 1957 e inaugurado em 1968. Por seus traços singulares, além dos enormes desafios arquitetônico e estrutural O projeto de Lina Bo Bardi causou ao mesmo tempo grande assombro e admiração, logo reconhecido como ícone da arquitetura moderna na América do Sul. Suas formas brutalistas, inspiradas pelo conceito definido plasticamente por Le Corbusier no pós guerra, marcaram a chamada Escola de São Paulo, da qual viriam integrar nomes como Paulo Mendes da Rocha e João Vilanova Artigas, além da própria Lina Bo Bardi.
Esses três eventos – Ibirapuera, Brasília e MASP – marcaram a arquitetura brasileira das décadas de 1950 e 1960. As assim chamadas escolas de São Paulo e Carioca exerciam hegemonia sobre o cenário arquitetônico nacional.
Todavia, a partir de meados da década de 1960, “arquitetos sediados em Curitiba tiveram um papel chave na atualização do repertório arquitetônico pós-Brasília”, vencendo vários concursos particulares e públicos de âmbito nacional86. “O engenheiro civil, arquiteto, político e professor no curso de arquitetura de Curitiba, Jaime Lerner, foi uma figura central naquela cena, embora sua atuação como urbanista e político tenha recebido mais atenção até agora. Antes de começar a prática profissional, Lerner trabalhou em 1962 no estúdio parisiense de Georges Candilis, Alexis Josic e Shadrach Woods e teve contato com Yona Friedman – o que se mostrou uma experiência seminal para o jovem arquiteto”.
Desta fase, são mais conhecidos os projetos arquitetônicos de Lerner para a Ponte do Encontro (1969) e para o campus da Universidade Estadual de Maringá (1971), projetos que “buscaram uma expressão alternativa à arquitetura brutalista hegemônica e insular vigente durante o regime militar no Brasil (1964-1985)”. Uma das primeiras experiências concretas de Lerner nessa busca pela inovação frente às escolas dominantes, ainda pouco documentada na literatura, é o projeto que apresentou em um concurso privado, para construção de um empreendimento na cidade de São Paulo: o Condomínio Almirantes.

### Processo de tombamento
A relevância arquitetônia e o bom estado de conservação fundamentam o pedido de tombamento do Conjunto Almirantes. O processo de tombamento do Conjunto Almirantes iniciou-se em 2023.